# Heinrich Wölfflin

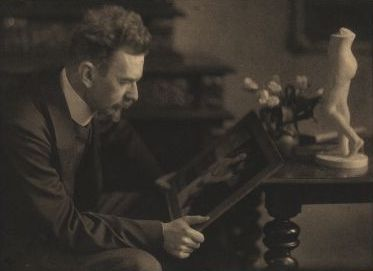

Heinrich Wölfflin (Winterthur, 21 juni 1864 – Zürich, 19 juli 1945) was een Zwitsers kunsthistoricus die tijdens zijn leven probeerde een objectief classificatiesysteem voor kunstwerken te vinden. Omdat enkele van de eerste Nederlandse kunsthistorici, zoals Johanna Goekoop-de Jongh en Willem Vogelsang, bij hem studeerden was zijn invalshoek van grote betekenis voor de ontwikkeling van de kunstgeschiedenis in Nederland.

## Jeugd en studie
Geboren in een rijke en cultureel onderlegde familie lag voor Wölfflin de weg open naar een carrière in de wetenschap. Zijn vader, Eduard Wölfflin (1831-1903), was leraar klassieke talen en had enkele standaardwerken over Latijn op zijn naam staan. Wölfflin ging in 1882 studeren aan de universiteit van Bazel, waar hij in 1886 zijn titels voor filosofie en kunstgeschiedenis behaalde. Als docent had Wölfflin onder andere de bekende kunsthistoricus Jacob Burckhardt (1818-1897), wiens ideeën een grote invloed op hem hadden. Na zijn studie verbleef hij twee jaar in Italië om de grote hoeveelheid aan kunst te bestuderen. In 1888 publiceerde hij zijn eerste belangrijke werk, Renaissance und Barock.

## Carrière
Na nog twee jaar studie in Berlijn en München begint hij een baan als universitair docent aan de universiteit van Bazel. Pas na vijf jaar krijgt hij een leerstoel aangeboden als opvolger van zijn eigen docent, Jacob Burckhardt. Van 1901 tot 1912 had hij een leerstoel in Berlijn en daarna tot 1924 in München. Het was in deze laatstgenoemde periode dat Wölfflin zijn belangrijkste standaardwerk schreef: Kunstgeschichtliche Grundbegriffe. Na 1924 bekleedde hij zijn laatste leerstoel in Zürich. Deze hield hij aan tot zijn dood in 1945. Later zou de Zwitserse kunsthistorica Helmi Gasser (1928-2015) zijn nalatenschap classificeren.

## De theorie
De theorie die Wölfflin uiteenzet in zijn werk Kunstgeschichtliche Grundbegriffe omvatte een uitgebreide uitleg van het onderscheiden van stijlen en stijlperioden. Ten eerste stelde hij dat er naast de persoonlijke stijl van de kunstenaar ook zoiets bestond als een plaats- en tijdsgebonden stijl. Deze stijlperioden verlopen volgens een vast parabolisch patroon of paradigma van ontwikkeling, hoogtepunt en de uiteindelijke neergang. 
Wölfflin onderzocht uitgaande van deze theorie de relatie tussen twee stijlperioden als de renaissance en barok. Hierbij gebruikte hij een schema van vijf tegenstellingen die het verschil moesten duiden en zijn beweringen moesten bevestigen. Deze tegenstellingen waren:
| Renaissance | Barok        |
| ----------- | ------------ |
| Lineair     | Losse lijnen |
| Vlak        | Diepte       |
| Gesloten    | Open         |
| Diversiteit | Uniformiteit |
| Helderheid  | Diffuus      |

Hij gebruikte dit schema ook om beeldhouwkunst en architectuur te vergelijken. Al deze tegenstellingen laten een ontwikkeling zien van een strikte periode naar een losser stijlperiode. Wölfflin beweerde dat iedere periode een dergelijke strikte en losse periode heeft. Dus ook de Middeleeuwen en de antieke oudheid zouden ieder beide periodes kennen.
Hoewel Wölfflin een goede naam had in de kunstwereld, bleven zijn theorieën niet onbetwist. Kunsthistoricus Arnold Hauser bijvoorbeeld geeft in zijn werk Sociale geschiedenis van de kunst (1957) als kritiek dat de tegenstellingen die door Wölfflin worden genoemd niet toepasbaar zijn op barokke kunstenaars als Nicolas Poussin en Claude Lorrain. Verder beschuldigt hij hem weinig historisch besef te hebben en volledig voorbij te gaan aan de sociale achtergronden die een stijlverandering in gang zouden kunnen zetten. Wölfflin heeft echter niet kunnen reageren op deze kritieken. 
Wölfflins opvattingen zijn van betekenis geweest voor de ontwikkeling van de kunstgeschiedschrijving in Nederland, met name doordat ze werden overgenomen door Willem Vogelsang, de eerste hoogleraar kunstgeschiedenis aan de Universiteit Utrecht.